# サンパウロ・トロリーバス
| 左写真：SPトランスのトロリーバス（2012年撮影）右写真：EMTUのトロリーバス（2017年撮影）  |  | 左写真：SPトランスのトロリーバス（2012年撮影）右写真：EMTUのトロリーバス（2017年撮影） |
| 左写真：SPトランスのトロリーバス（2012年撮影） 右写真：EMTUのトロリーバス（2017年撮影） |  |                                                                                        |

この項目では、ブラジルの都市・サンパウロで運行するトロリーバスについて解説する。2024年現在、サンパウロには以下の2種類の事業者が所有するトロリーバス路線が存在しており、別個の運営が行われている。
- SPトランス（ポルトガル語版）（São Paulo Transporte、SPTrans） - サンパウロ市が所有する混合経済会社（ポルトガル語版）が運営する公共交通機関のブランド名。サンパウロ市内の路線バスと合わせた運用が行われている。
- サンパウロ都市交通会社（ポルトガル語版）（Empresa Metropolitana de Transportes Urbanos de São Paulo、EMTU） - 大サンパウロ都市圏で路線バスを始めとした公共交通機関を運営する公営企業。そのうちトロリーバスに関しては民間企業へ運営・維持管理の権利が委託されている。

## SPトランス
サンパウロに電気を動力とするバスであるトロリーバスを導入する動きは既に1939年の時点で存在していたが、第二次世界大戦による影響や当時の公共交通機関の運営企業の対立やトロリーバスへの関心の薄さもあり、本格的な導入の動きは公営企業であったサンパウロ市営交通公社（Companhia Municipal de Transportes Coletivos、CMTC）が設立された第二次世界大戦後となった。そして1949年4月22日、老朽化が進んだ路面電車を置き換える形で、ブラジル初のトロリーバス路線が営業運転を開始した。

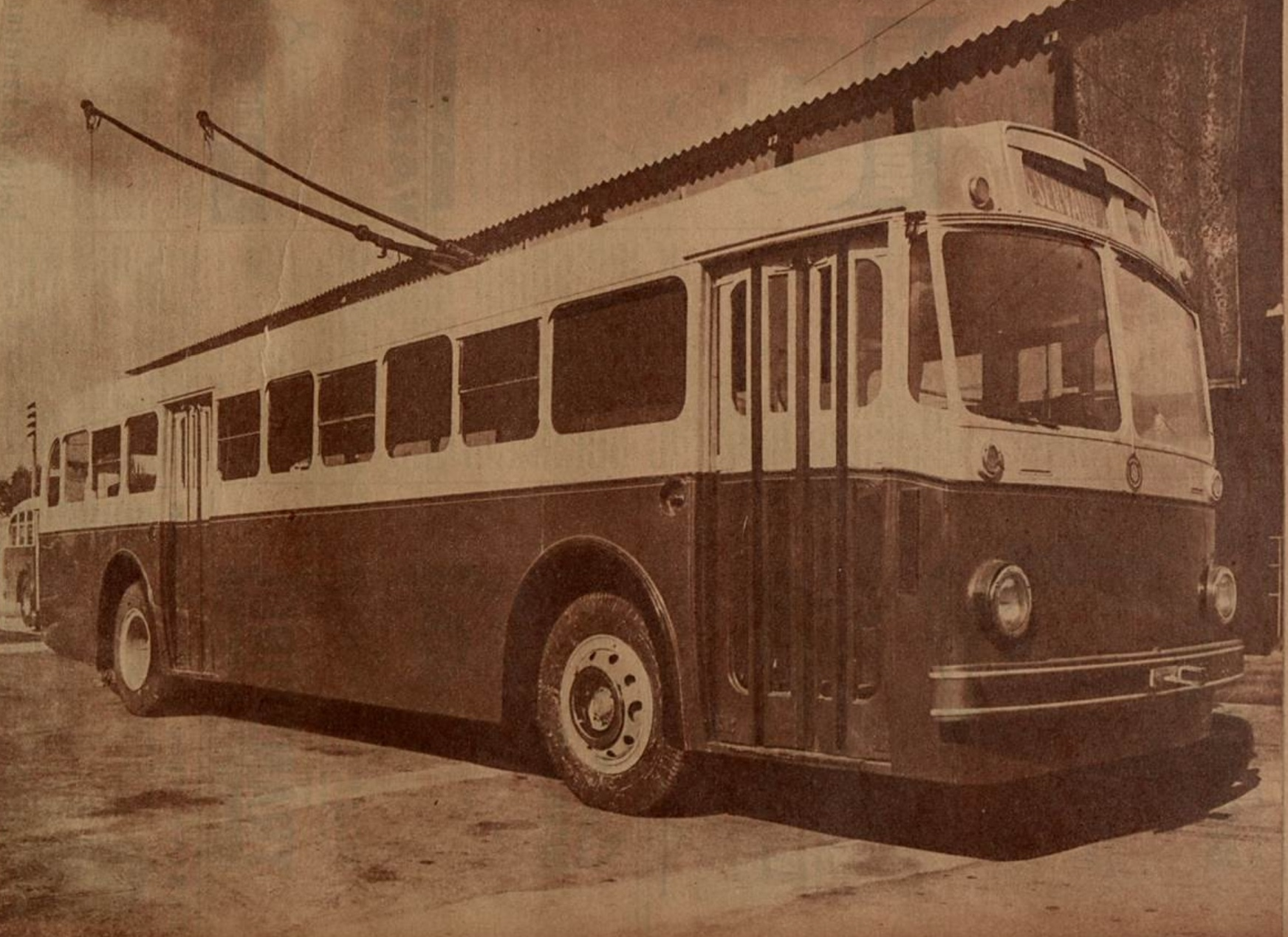
開業に向けて輸入されたイギリス製の車両（1949年撮影）
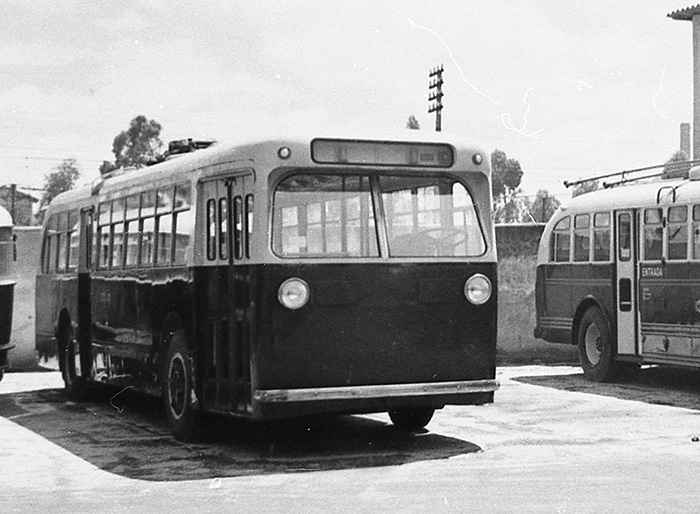
開業時に導入されたアメリカ製の車両（プルマン製）（1949年撮影）
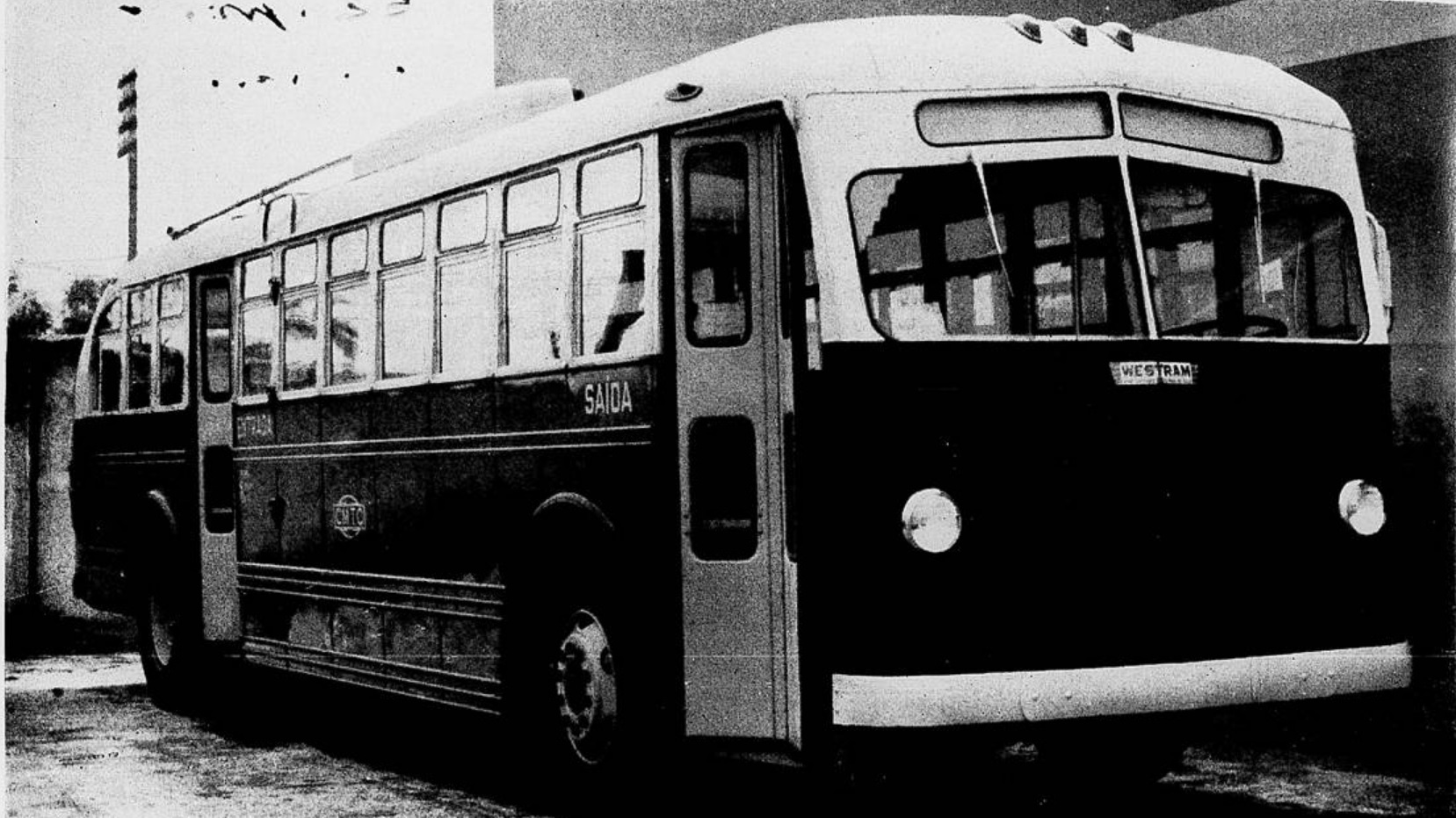
開業時に導入されたアメリカ製の車両（ウェイン（英語版）製）（1949年撮影）

近代的で騒音が少なく、排気ガスを出さないトロリーバスはサンパウロ市民から高く評価され、開業時に7.2 kmだった路線網は10年後の1959年には31.9 kmに拡大し、4つの系統が運行され、以降も順次路線網が拡大した。そしてこの成功を受け、ブラジル各地にトロリーバス路線の開通が盛んに行われた。車両についても、開業当時はアメリカ合衆国やイギリスで生産された車両を輸入する形であったが、1950年代後半からはブラジルの国内企業がトロリーバス製造に携わるようになり、サンパウロにも多数の車両が導入された他、1960年代にはCMTCによる車両の生産も実施された。

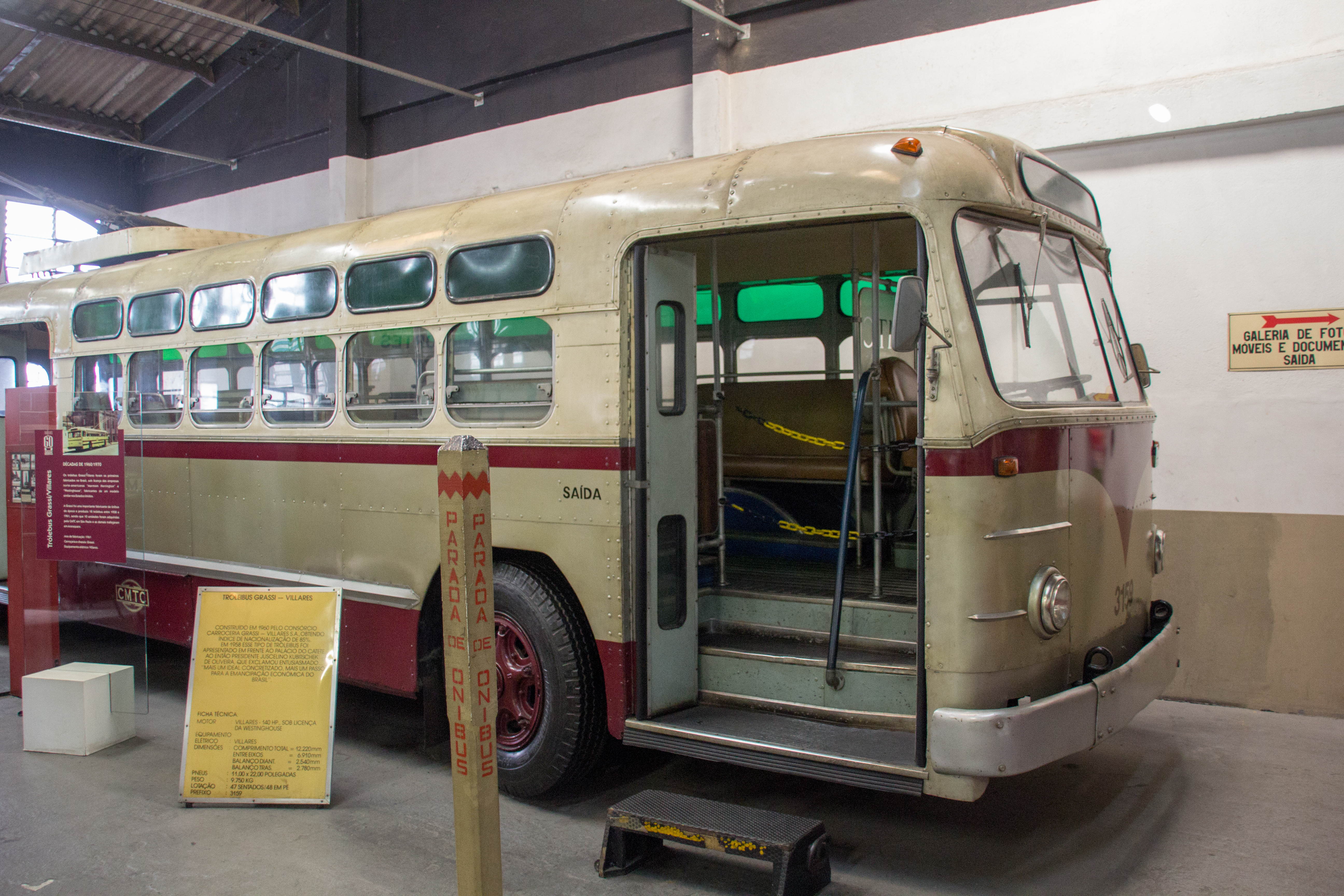
ブラジルの国産車両は1950年代後半から製造が行われた（2017年撮影）
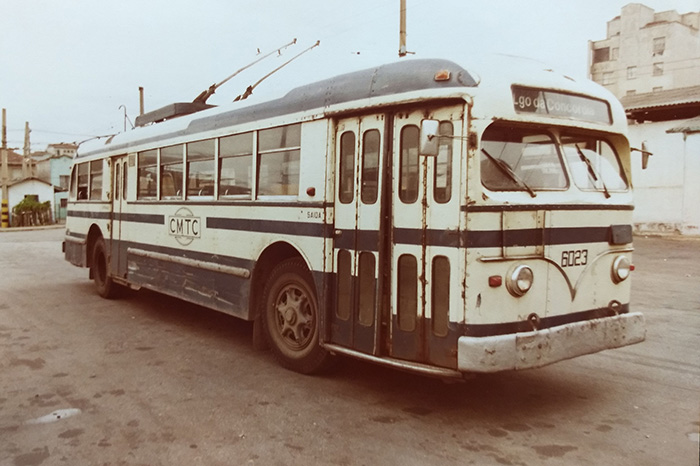
CMTC製のトロリーバス車両（1971年撮影）

だが、1970年代は新型車両の生産を始めとした近代化が行われず、老朽化が進んだ事から多くの路線が廃止されていった。この状況の打開に加え、石油危機によってトロリーバスの見直しが行われるようになった事を受け、1977年サンパウロ市やサンパウロ市交通局（Secretaria Municipal de Transporte、SMT）を主体とし、民間企業も参加したトロリーバスの開発・近代化プロジェクト「シストラン（Sistran）」が始動した。海外企業のトロリーバス車両を参考にした新型車両の開発、大規模な路線網の拡張、道路と分離した専用レーンの採用などの革新的な計画が進められたが、サンパウロ市議会の政権交代の影響もあり、専用レーンを始めとした計画の全ては実現しなかった。ただしトロリーバスの近代化は以降も進められ、1985年にはブラジル初の連接式トロリーバスが発注された他、その後も新型車両の導入が進められた。

「シストラン」計画の一環として開発された車両（1980年撮影）
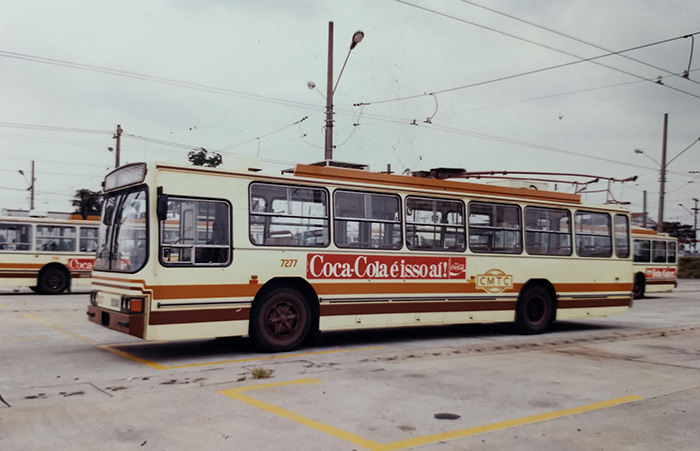
海外メーカーとの合同事業で開発された車両（1980年撮影）
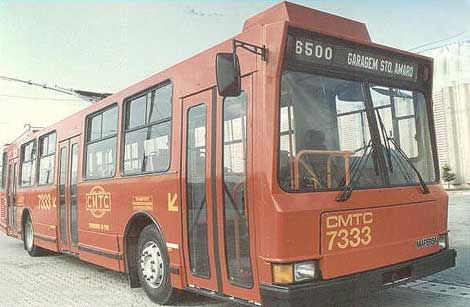
鉄道車両メーカーのマフェルサもトロリーバス車両事業に参入した（2007年撮影）
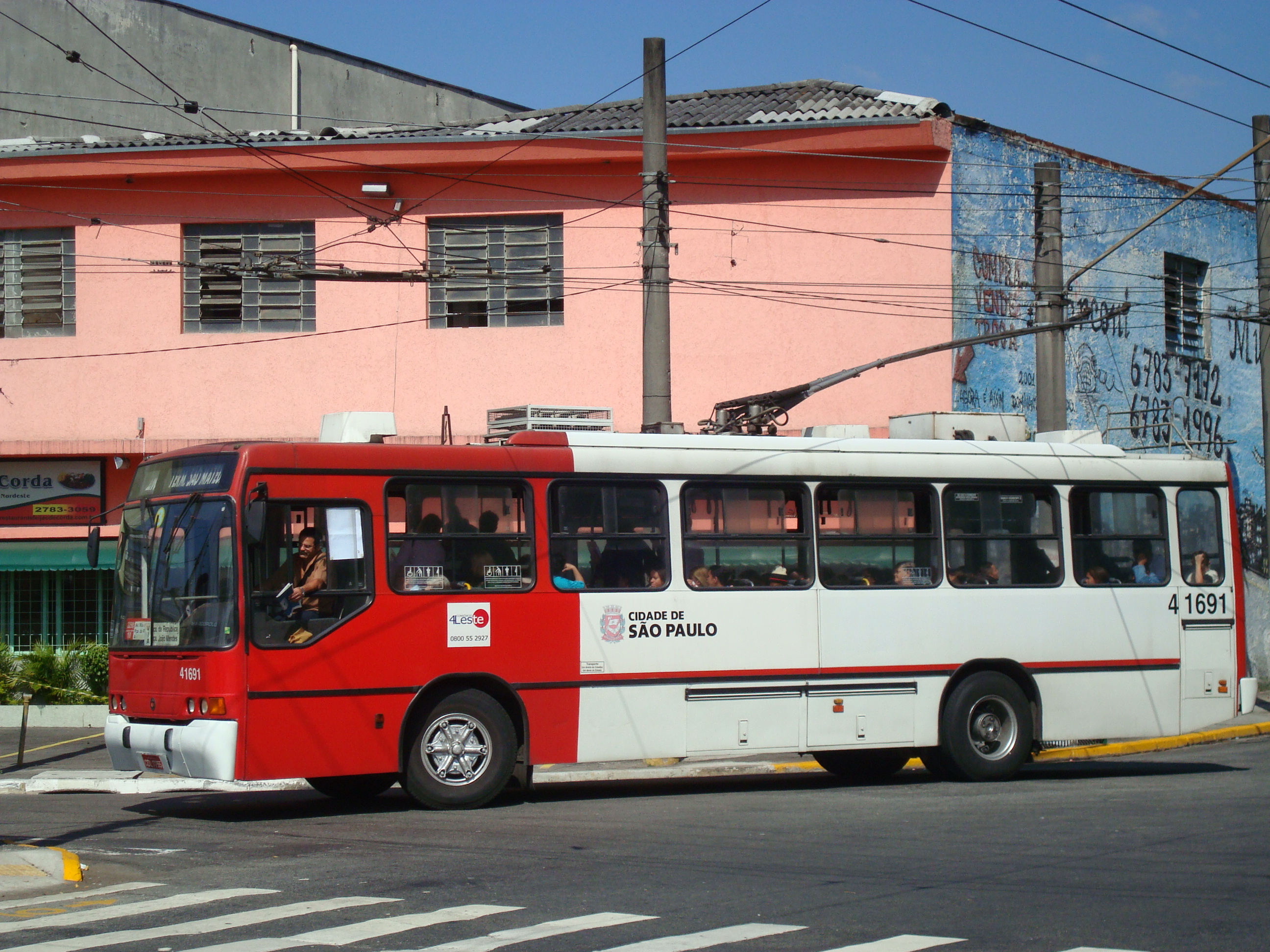
1990年代に導入された車両は制御装置にIGBT素子が用いられた（2008年撮影）

1994年から1995年にかけて、それまでサンパウロ市内の公共交通機関を運営していたCMTCは民営化が行われ、サンパウロ市が全株を所有する「SPトランス」へと移管された。だが、その後同事業者が所有するトロリーバス路線は、ディーゼルバスと比較しての維持費用の高さ、柔軟性の低さなどを理由として2000年代に路線網の削減が相次いで行われ、廃止前（274 km）と比較して路線網は半分以上縮小した。ただし、残された路線については架線や変電所、整流器の改修工事が行われている他、車両についても2008年以降バリアフリーに適したノンステップバスの導入が実施され、近代化が進められている。

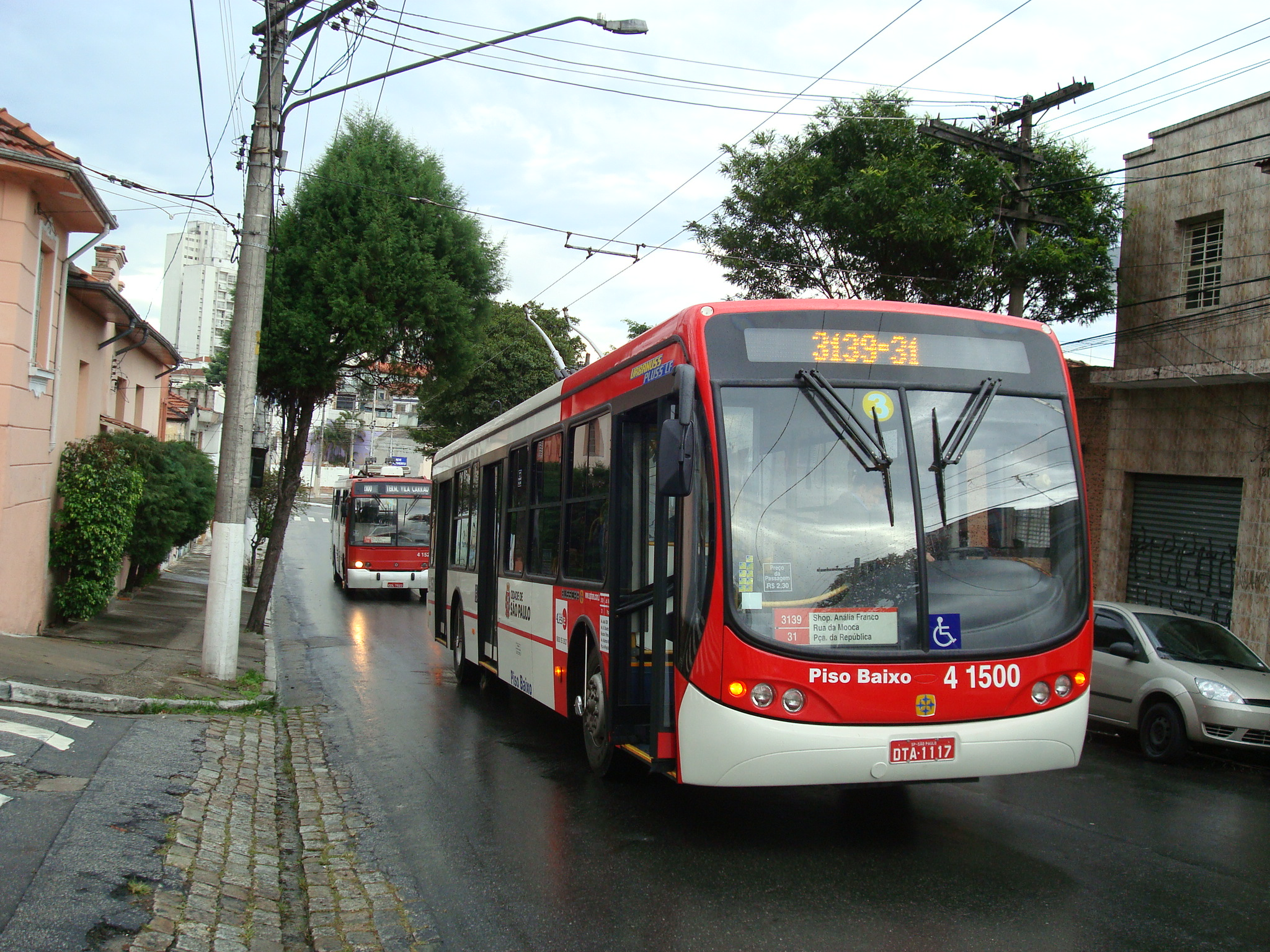
ノンステップトロリーバスの4 1500（2008年撮影）
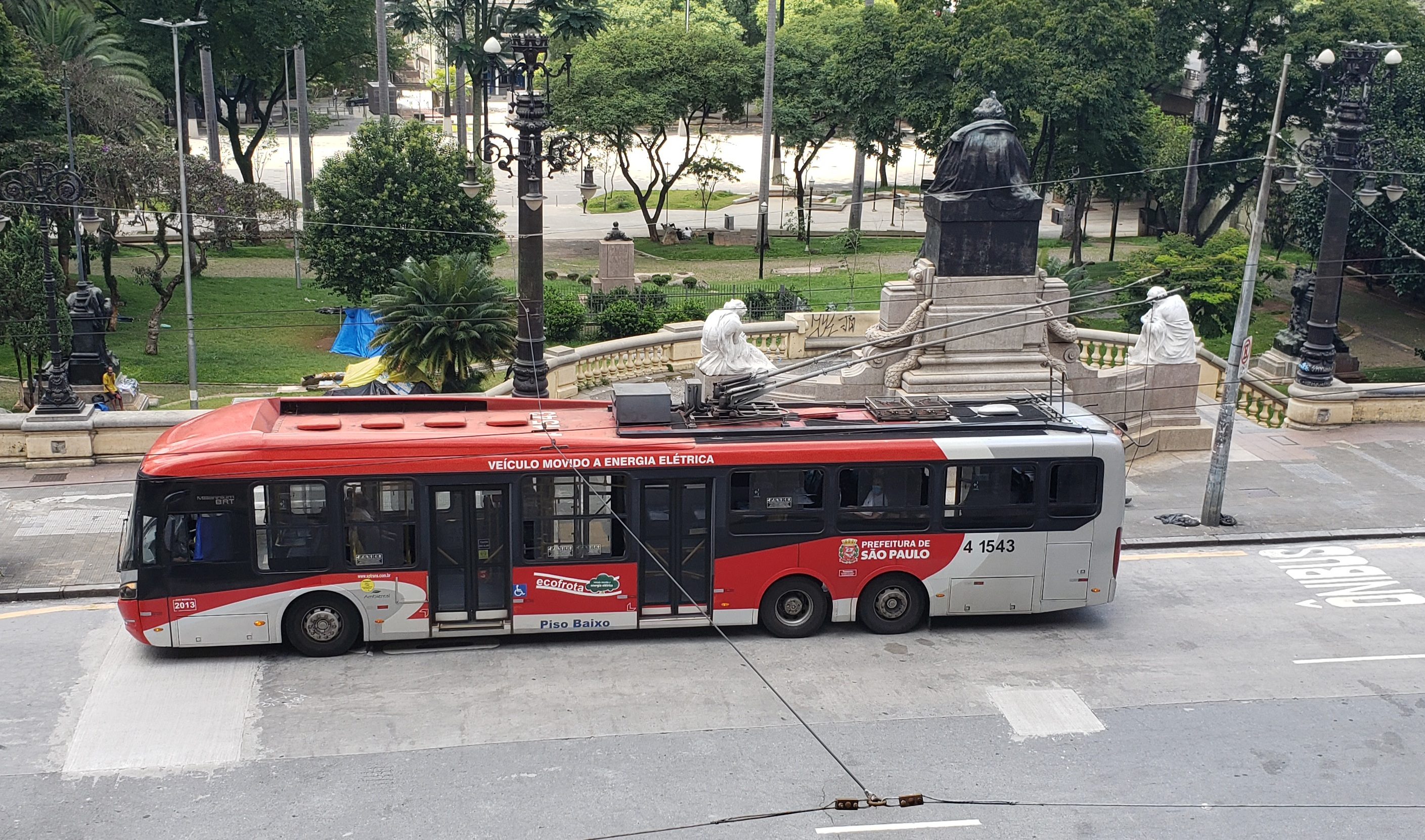
大型3軸トロリーバス（4 1543）（2014年撮影）

## サンパウロ都市交通会社

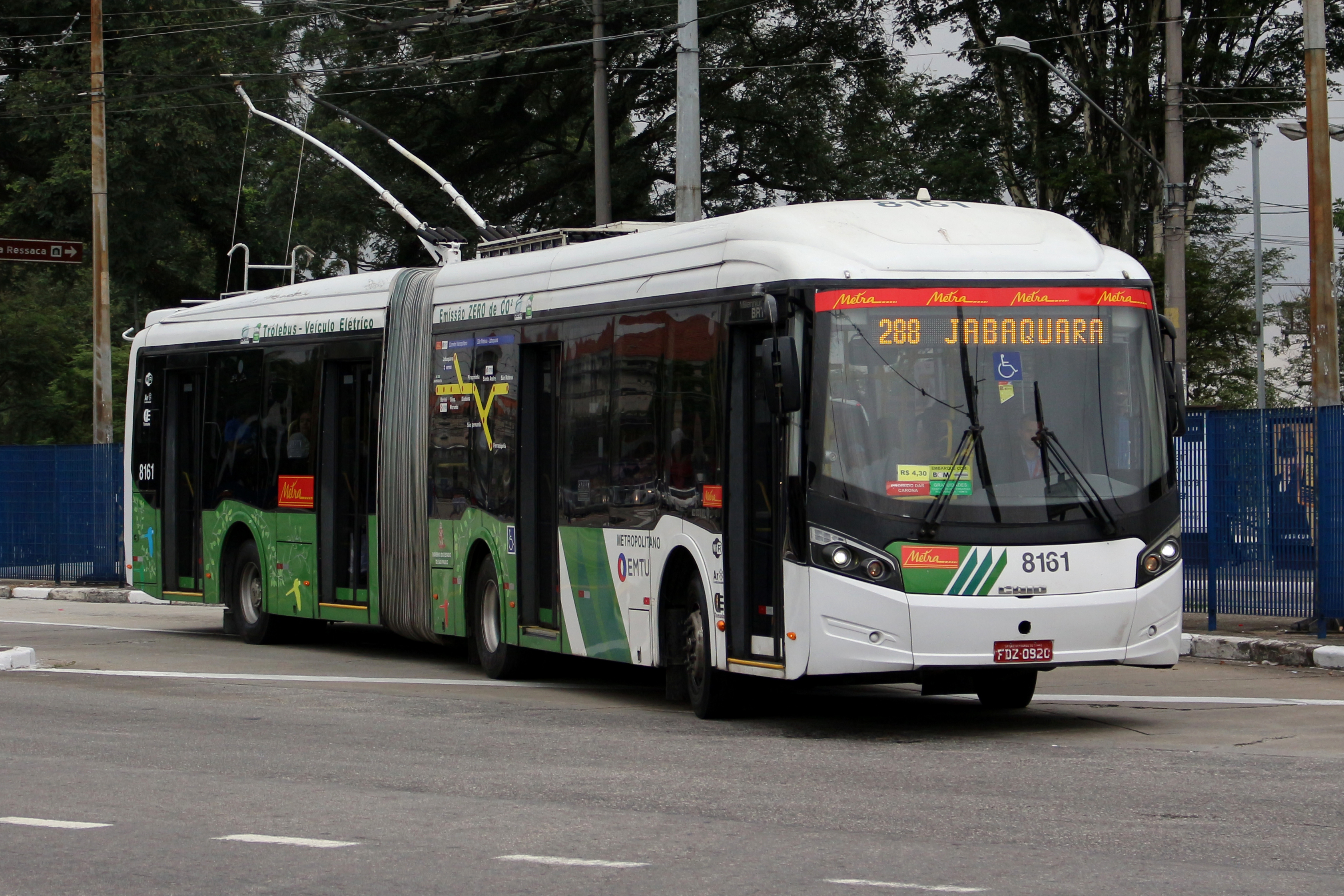
バス・ラピッド・トランジット（BRT）で使用される連節式トロリーバス（2017年撮影）

サンパウロ都市交通会社が所有するトロリーバス路線は、サンパウロ郊外と大サンパウロ都市圏を構成する都市を結ぶ系統である。これらは道路から分離された専用レーンを経由するバス・ラピッド・トランジット（BRT）でもあり、定時性や快適性が確保されているのが特徴である。2024年現在は民間企業の「ネクスト・モビリダード（Next Mobilidade）」が運営・維持管理を行っている。
1988年から2010年にかけて「サン・マテウス-ジャバクアラ都市間回廊（Corredor Metropolitano São Mateus - Jabaquara）」、もしくは「ABD都市間回廊（Corredor Metropolitano ABD）」とも呼ばれる系統が支線を含めて開通し、2011年までに全区間の電化が行われた。ただしそれ以降もトロリーバス車両が輸送量に比べて不足しているため、ディーゼルバスやハイブリッドバスも使用されている。
また、2024年時点では新たなバス・ラピッド・トランジットの系統として「BRT-ABC」の建設が進められており、2026年の営業運転開始以降は大型トロリーバス車両が運用に用いられる事になっている。

## 参考資料
- Jorge Françozo de Moraes (1996-12). “Trólebus As fases de implantação do sistema no Brasil”. Revista dos Transportes Públicos - ANTP 19 (73):  63-82 2024年8月17日閲覧。.